# Peter Michelson
Peter F. Michelson (* 1952) ist ein amerikanischer Physiker.
Michelson studierte Physik an der Santa Clara University mit dem Bachelor-Abschluss 1974 und an der Stanford University mit dem Master-Abschluss 1976 und der Promotion 1979. Er war von 1976 bis 1979 am NASA Ames Research Center und ab 1980 an der Stanford University, an der er 1985 Assistant Professor, 1991 Associate Professor und 1997 Professor wurde.
1992 schlug er mit William B. Atwood das Gammastrahlen-Weltraumteleskop-Projekt GLAST vor, das spätere Fermi Gamma-ray Space Telescope. Er war 1994 bis 1999 Mitglied der Programm-Arbeitsgruppe Gammastrahlenastronomie der NASA und 1997 bis 1999 Ko-Leiter des Teams, dass das Fermi-Teleskop spezifizierte (Fermi Facility Science Definition Team). Er leitete am Fermi-Teleskop das Large Area Telescope (LAT).
Früher befasste er sich auch mit Gravitationswellendetektoren.
2011 erhielt er mit Atwood und den anderen Mitgliedern des Fermi Teleskops den Bruno-Rossi-Preis. 2009 wurde er Fellow der American Physical Society. 2013 wurde er zum Mitglied der American Academy of Arts and Sciences gewählt.